# 방송탑

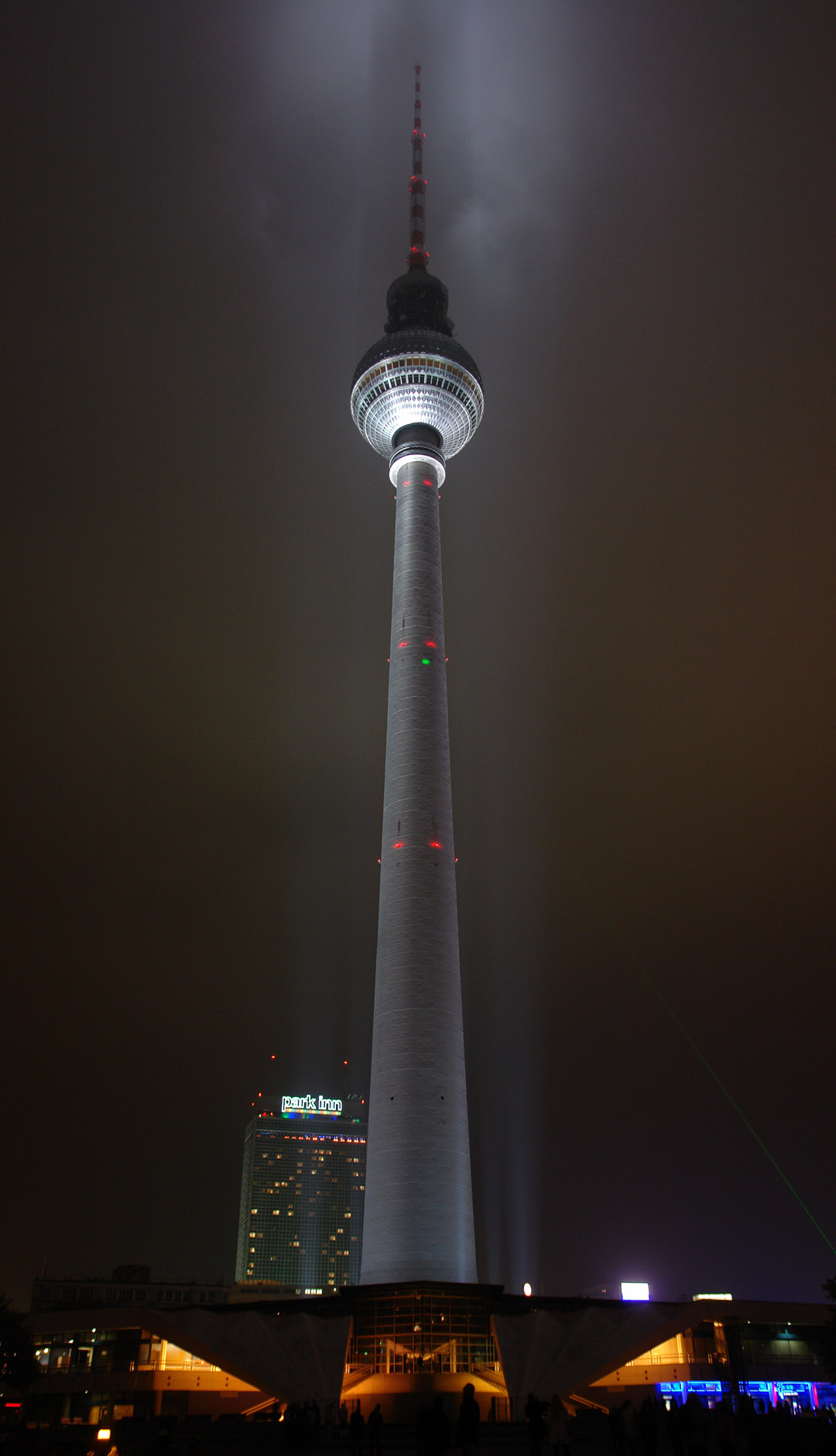
베를린 TV 타워

방송탑(放送塔)은 방송용 신호를 보내는 탑 모양의 철 구조물로, 송신소 시설 중 하나이다. 안테나를 포함하고 있다. 대한민국에서는 서울특별시 남산에 위치한 N서울타워가 가장 유명하다.

## 같이 보기
- 안테나
- 송신소